# Élections sénatoriales de 2007 en république démocratique du Congo
Les élections sénatoriales de 2007 en république démocratique du Congo ont eu lieu en république démocratique du Congo le 19 janvier 2007.
Les membres du Sénat ont été choisis par élection indirecte par les membres des assemblées de provinces. l'Alliance pour la majorité présidentielle du président Joseph Kabila a remporté 56 des 108 sièges, l'Union pour la Nation mené par Jean-Pierre Bemba 18 et les autres partis et indépendants 34.

## Résultats
| Parti                                                    | Alliance | Dirigeant               | Sièges |  |
| -------------------------------------------------------- | -------- | ----------------------- | ------ |  |
| Parti du peuple pour la reconstruction et la démocratie  | AMP      | Joseph Kabila           | 22     |  |
| Mouvement de libération du Congo                         | UpN      | Jean-Pierre Bemba       | 14     |  |
| Forces du renouveau                                      | AMP      | Antipas Mbusa Nyamwisi  | 7      |  |
| Rassemblement congolais pour la démocratie               |          |                         | 7      |  |
| Parti démocrate chrétien                                 | AMP      | José Endundo Bononge    | 6      |  |
| Convention des démocrates chrétiens                      |          |                         | 3      |  |
| Mouvement social pour le renouveau                       | AMP      |                         | 3      |  |
| Parti lumumbiste unifié                                  | AMP      | Antoine Gizenga         | 2      |  |
| Alliance des démocrates congolais                        |          |                         | 1      |  |
| Convention des congolais unis                            | AMP      |                         | 1      |  |
| Convention démocrate pour le développement               |          |                         | 1      |  |
| Coalition des démocrates congolais                       |          | Jean-Claude Muyambo     | 1      |  |
| 'Convention pour la république et la démocratie          | UpN      |                         | 1      |  |
| Démocratie chrétienne fédéraliste - CFDC                 | AMP      | Venant Tshipasa         | 1      |  |
| Front Social des indépendants républicains               |          |                         | 1      |  |
| Union des libéraux démocrates chrétiens                  |          | Raymond Tshibanda       | 1      |  |
| Parti de l'alliance nationale pour l'unité               | AMP      | André-Philippe Futa     | 1      |  |
| Parti démocratique socialiste                            |          |                         | 1      |  |
| Parti démocrate et social chrétien                       |          | André Bo-Boliko Lokonga | 1      |  |
| Rassemblement pour le développement économique et social |          |                         | 1      |  |
| Rassemblement des congolais démocrates et nationalistes  | UpN      |                         | 1      |  |
| Rassemblement des forces sociales et fédéralistes        |          |                         | 1      |  |
| Union congolaise pour la liberté                         |          |                         | 1      |  |
| Union des démocrates mobutistes                          | AMP      | Nzanga Mobutu           | 1      |  |
| Union Nationale des démocrates chrétiens                 |          |                         | 1      |  |
| Union nationale des démocrates fédéralistes              |          | Mwando Nsimba           | 1      |  |
| Indépendant                                              | N/A      | N/A                     | 26     |  |
|                                                          |          |                         |        |  |
| Total                                                    | Total    | Total                   | 108    |  |